# Młody Sybirak
Młody Sybirak – miesięcznik wydawany przez Związek Młodzieży z Dalekiego Wschodu w okresie od marca 1938 r. do kwietnia 1939 r. Ogółem wydrukowano 11 numerów.
Pismo składało się z części ogólnej, w której były poruszane przede wszystkim sprawy związane z Dalekim Wschodem (głównie Japonią) oraz działu zawierającego bieżące informacje o działalności organizacji. Liczyło ok. 30 stron. Od 5. numeru wychodziło pod zmienioną nazwą – „Echa z Dalekiego Wschodu”, nawiązując do pisma pod tym samym tytułem wychodzącego w latach 1921–1922 r. w Tokio. 